# Крутоа
Крутоа (фр. Croutoy) насеље је и општина у североисточној Француској у региону Пикардија, у департману Оаза која припада префектури Компјењ.
По подацима из 2011. године у општини је живело 217 становника, а густина насељености је износила 66,36 становника/km². Општина се простире на површини од 3,27 km². Налази се на средњој надморској висини од 130 метара (максималној 146 m, а минималној 54 m).

## Демографија
| 1962. | 1968. | 1975. | 1982. | 1990. | 1999. | 2011. |
| ----- | ----- | ----- | ----- | ----- | ----- | ----- |
| 162   | 165   | 150   | 163   | 161   | 173   | 217   |

График промене броја становника у току последњих година